# Al Jawhara bint Fahd Al Saud
Al Jawhara bint Fahd Al Saud é um membro da realeza saudita, académica e membro da Assembleia Consultiva da Arábia Saudita.

## Infância e educação
Al Jawhara bint Fahd é filha de Fahd bin Mohammed e Muda bint Assaf. O seu pai era o segundo filho mais velho de Mohammed bin Abdul Rahman, meio-irmão do rei Abdulaziz. Ela recebeu um diploma de bacharel em artes e educação da Faculdade de Educação para Meninas em Riad.

## Carreira
Al Jawhara bint Fahd era membro do corpo docente do departamento de língua e literatura árabe na sua alma mater. Ela também trabalhou como sub-secretária assistente para assuntos educacionais no Ministério das Faculdades Femininas e como reitora da Faculdade de Educação Feminina em Riad. Ela serviu como reitora da Universidade Noura bint Abdul Rahman de 2009 a 2013. Al Jawhara bint Fahd foi a primeira reitora da universidade. Ela foi substituída por Hoda bint Mohammed Al Amil no cargo.
Em outubro de 2020, Al Jawhara bint Fahd foi nomeada membro do Conselho Shura ou Assembleia Consultiva por quatro anos.

## Vida pessoal
O marido de Al Jawhara bint Fahd era o príncipe Saud bin Mohammed bin Abdulaziz Al Saud, que morreu em dezembro de 2015.